# Катеринославське вище гірниче училище
Катеринославський гірничий інститут, Катеринославське вище гірниче училище — вищий навчальний заклад гірничого профілю Російської імперії, створене на базі Катеринославського вищого гірничого училища.
Найменування
- Катеринославське вище гірниче училище (1899-1912).
- Гірничий інститут імператора Петра Великого (1899-1917).

## Історія

### Передумови створення
Пуск в 1884 Катерининської залізниці, яка поєднала Кривий Ріг та Донбас, дав потужний поштовх для розвитку вугільної, залізорудному і металургійної промисловості в Придніпров'ї.
Швидкий розвиток промисловості в регіоні вимагало збільшення чисельності інженерно-технічного персоналу. Нечисленні фахівці, які працювали на шахтах і заводах, були в основному іноземцями. Вітчизняних інженерів практично не було. Не було в краї і вищих навчальних закладів для підготовки потрібних фахівців.
26 січня 1896 голосні Міської Думи підняли питання про заснування в Катеринославі гірничого інституту. Через 5 місяців прохання про це вони направили в Міністерство фінансів. Після довгих дебатів у верхах 4 червня 1899 була затверджена «Положення» про Катеринославському Вищому гірничому училищі: в Петербурзі вирішили, що на півдні імперії потрібен не інститут, випускники якого в подальшому зможуть займатися суто науковою діяльністю, а саме училище, яке готуватиме фахівців-практиків.
Однак на відміну від інших гірських училищ Росії Катеринославське було названо Вищим. Для вступу в училище потрібно було мати середню освіту.
Майбутньому вузу міська влада безкоштовно виділила земельну ділянку на Соборній площі вартістю 200 тис. Руб. і ще 200 тис. руб. на будівництво навчальних корпусів. 50 тис. Руб. виділив з власних прибутків депутат міської думи, підприємець М. С. Копилов, більше 200 тис. руб. — з'їзд гірських. Утворений 1 червня 1898 «Комітет для збору пожертвувань і споруди будівель Катеринославського вищого гірничого училища» зібрав майже 100 тис. Руб. Всього було зібрано понад 600 тис. Руб.
В кінці літа 1899 в місцевій пресі було опубліковано оголошення: "У вересні 1899 в Катеринославі відкривається Вище гірниче училище з двома розрядами: гірським і заводським. Цей вищий навчальний заклад має на меті фахову освіту осіб, які присвятили себе переважно практичної діяльності з гірничої справи. Студенти, які закінчили училище отримують диплом на звання гірського устаткування з правом і самостійно завідувати різними галузями гірського або заводського, відповідно розряду, справи і виробляти гірські і заводські споруди ".
У 1899 352 жителя півдня імперії виявила бажання навчатися гірської або заводської справі. 177 з них пройшли конкурсний іспит і були допущені до вступних іспитів. І тільки 77 абітурієнтів були прийняті на перший курс.
Вище гірниче училище розпочало свою діяльність відразу ж після підписання Миколою II «Положення про Катеринославському вищому гірничому училищі» — 16 Червень 1899, оскільки до цього часу була проведена величезна організаційна і фінансова робота.

### Катеринославське вище гірниче училище

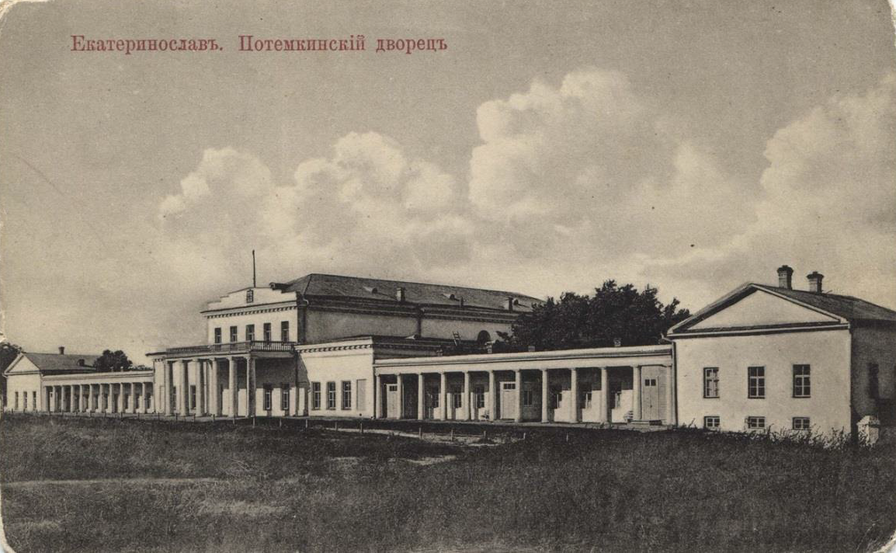
Будівля Потьомкінського палацу в Катеринославі, де почалися заняття вищого гірничого училища

Церемонія відкриття Катеринославського вищого гірничого училища відбулася 30 вересня 1899 в Потьомкінському палаці. Власної будівлі училище на той момент не мало і Дворянське зібрання надало училищу приміщення палацу на перші
два навчальні роки. У квітня 1900 почалося будівництво навчальних корпусів училища.
Першим директором училища був гірничий інженер С. М. Сучков (1899—1908), а другим — професор геології М. Й. Лебедєв.
Училище мало на меті спеціальну освіту осіб, які присвячують себе переважно практичної діяльності з гірничої справи (рудничному та заводського). У Училище приймалися особи закінчили курс вищих або середніх навчальних закладів, по витриманий іспиту з креслення і малювання. Навчальний курс в Училище встановлений (спочатку) на 3 роки; на практичні заняття зі спеціальних предметів приділяється щорічно по 4 літніх місяці. Після закінчення теоретичного курсу в Училище учні протягом 6 місяців займаються виключно практичною розробкою заданого проєкту і підготовкою до захисту його. Училище мало два відділення — гірниче і заводське; перше має давати практичних і більш освічених, ніж дає Штейгерская школа, техніків для рудничного справи, друге — практично освічених техніків для завідування різними заводськими цехами.
В Училище викладалися: 1) богослов'я, 2) вища математика, 3) аналітична механіка, 4) будівельна механіка, 5) прикладна механіка, 6) гірничо-заводська механіка, 7) фізика, 8) електротехніка, 9) хімія, 10) мінералогія , 11) геологія і вчення про родовища корисних копалин, 12) геодезія, 13) гірське мистецтво, 14) збагачення руд і кам'яного вугілля, 15) маркшейдерське мистецтво, 16) будівельне мистецтво, 17) металургія, 18) технологія металів, 19) креслення і нарисна геометрія, 20) рахівництво і гірничо-заводське господарство, 21) гірське законодавство, 22) технічні переклади по одному з 3 іноземних мов і 23) надання допомоги в нещасних випадках. Ти хто витримали випробування і захистили проєкт отримували диплом на звання гірського техніка.
Після служби не менше 2-х років на гірничо-промислових підприємствах, гірські техніки могли складати іспит на 3-й і вищі курси Гірничого інституту або на звання гірського інженера.
25 травня 1903 імператор Микола II затвердив постанову Державної Ради про збільшення строку навчання в Катеринославському училищі до 4-х років і присвоєння випускникам звань рудничного інженера та інженера-металурга. Постанова (1903) перевела училище на рівень вищого навчального закладу. Штат Училища був визначений в 104 350 руб. Навчальні посібники Училища складалися станом на 1 січня 1904 з основної та навчальної бібліотекі, 13 кабінетів і 2 лабораторій.
Закінчило курс в 1903 — 16 інженерів, в 1904 — 20 інженерів. Станом на 1 січня 1905 в училищі налічувалося 258 учнів (160 на гірському відділенні і 98 на заводському відділенні).
Всього протягом 1903-1917 років інститут закінчило 457 чоловік, які отримали звання інженерів.
На рубежі XIX—XX століть самої грандіозної будівництвом в Катеринославі став комплекс вищого гірничого училища. На виділеному Міською Думою (1898) ділянці землі під будівлі училища 19 серпня 1900 було урочисто, з молебнем, закладені два корпуси: головний і хімічний.
Проєктування комплексу училища доручили О. М. Бекетову, який задумав його в грандіозних масштабах. В першу чергу планувалися головний навчальний корпус і навчальний корпус для хімічного відділення. Головний корпус мав вигляд витягнутого прямокутника, в центрі його — конференц-зал і домашня церква. Хімічний корпус планували зробити двоповерховим. Незабаром виявилося, що проєкт є занадто дорогим. У підсумку обсяг головного корпусу урізали до 5/7 (відмовилися від приміщень церкви, музею, конференц-зали та інших) і, врешті-решт, до 2/5 від початкового проєкту. У вересні 1901 був повністю закінчений хімічний і значна частина головного корпусу і училище почало працювати в своїх приміщеннях.
У 1910-му професорська рада училища виступила зі своєю пропозицією — перетворити навчальний заклад в Гірський інститут і привласнити йому ім'я імператора Петра І. Тільки через два роки ці клопотання були задоволені.

### Гірничий інститут імператора Петра Великого
19 червня 1912 Державна Дума після тривалого обговорення законопроєкту прийняла Закон про перетворення Катеринославського вищого гірничого училища в гірничий інститут з 1 липня 1912.
У липні 1912 Катеринославське Вище гірниче училище було перетворено в Гірничий інститут імператора Петра Великого. З бюджету виділили 1125370 рублів на добудову комплексу. Однак проєкт, виконаний Бекетовим, остаточно відхилили.
Першим ректором Катеринославського гірничого інституту став професор геології Микола Йосипович Лебедєв.
Навчання у ВНЗ було платним. Незаможних, але здібних студентів підтримувало суспільство воспомоществованія бідним студентам. Практикувалися багаторазові академічні відпустки: можна було провчитися рік, потім взяти відпустку, накопичити грошей і знову повернутися до навчання — звідси вираз «вічний студент». Так, наприклад, в 1903, коли училище випустило перших фахівців з горнозаводсткому справі, з 77-ми надійшли дипломи отримали тільки 17.
У 1913 студенти інституту організували кооператив з друкування конспектів: книги з предметів не завжди можна було дістати, записувати лекції за викладачем встигали не всі, тому кмітливі майбутні інженери стали за свій рахунок друкувати конспекти, які купували і студенти, і університетська бібліотека.
В першу світову війну в головному корпусі Гірничого розташовувався лазарет. Не проводилися тут заняття и під час Визвольних змагань.
У 1921 інститут знову запрацював, але вже під ім'ям більшовика Артема, до гірничої промисловості мав відношення остільки, оскільки, як повідомлялося обивателям, він «цікавився гірничою справою»